# Indolo-3-carbinolo
L'indolo-3-carbinolo (I3C) è una sostanza organica naturale, derivante dalla degradazione del glucosinolato glucobrassicina, che si trova in quasi tutte le piante crocifere, in particolare per quelle commestibili: nel broccolo, nel cavolo, nei cavolini di Bruxelles, nei cavolfiori.
L'I3C è divenuto anche disponibile come integratore alimentare.
Il composto è oggetto di continua ricerca biomedica per verificarne il possibile effetto antitumorale, antiossidante e anti-aterogenico. In studi sperimentali la molecola ha dimostrato di essere efficace nel diminuire la crescita del papilloma virus in colture cellulari.
Gli studi umani ad oggi disponibili sono limitati e non conclusivi. Una recente review della letteratura sulla ricerca biomedica ha rilevato che la prova di efficacia tra assunzione di verdure crucifere e cancro al seno o alla prostata nell'uomo è limitata e inconsistente. In particolare sono necessari studi randomizzati controllati più ampi per determinare se l'assunzione supplementare di indolo-3-carbinolo possa avere effetti benefici per la salute.

## Usi medici

### Attività antitumorale
Gli studi sui meccanismi attraverso i quali il consumo di indolo-3-carbinolo potrebbe influenzare l'incidenza del cancro si concentrano sulla sua capacità della molecola di alterare il metabolismo degli estrogeni e su altri effetti cellulari. Studi controllati sono stati effettuati su animali quali il ratto, il topo, e la trota iridea, inoculando in questi animali diverse concentrazioni di sostanze cancerogene e diverse dosaggi di indolo-3-carbinolo nella loro dieta quotidiana. I risultati hanno mostrato una diminuzione, dose correlata, della suscettibilità ai tumori grazie alla assunzione di indolo-3-carbinolo (desunta da una diminuzione del legame della aflatossina al DNA).
Indolo-3-carbinolo induce un arresto della crescita delle cellule tumorali umane nella fase riproduttiva G1. Questo effetto è potenzialmente rilevante per la prevenzione e il trattamento del cancro, poiché la fase G1 della crescita cellulare si verifica all'inizio del ciclo di vita delle cellule, e, per la maggior parte cellule, rappresenta il periodo principale del ciclo cellulare nel corso dell'intera vita della cellula. 
La fase G1 è caratterizzata dalla sintesi di diversi enzimi che sono poi necessari nella fase successiva (la fase S), compresi gli enzimi necessari alla replicazione del DNA.
L'abuso di integratori contenenti indolo-3-carbinolo, nella speranza di prevenire il cancro, appare comunque un comportamento irrazionale, dal momento che la reale efficacia del composto deve ancora essere dimostrata. Inoltre la molecola presenta rilevanti effetti sulle concentrazioni ematiche degli estrogeni ed una alterazione ormonale degli stessi può avere rilevanti effetti negativi sul trofismo osseo, l'assetto lipidico, i caratteri sessuali e diverse funzioni cerebrali, quali in particolare l'attenzione e la memoria.
Per tale motivo un'eventuale supplementazione di indolo-3-carbinolo dovrebbe sempre essere preceduta da un controllo ematico dell'equilibrio ormonale, in particolare degli ormoni sessuali.

#### Papillomatosi respiratoria ricorrente
L'indolo-3-carbinolo, assunto per via orale, è stato proposto come trattamento adiuvante in soggetti affetti da papillomatosi respiratoria ricorrente sottoposti a rimozione chirurgica completa dei papillomi laringei. Sembra che i pazienti che assumono il farmaco possano sperimentare la remissione della crescita dei papillomi e non richiedano ulteriori interventi chirurgici, o che gli stessi possano essere maggiormente dilazionati nel tempo.

### Lupus eritematoso sistemico
Il lupus eritematoso sistemico è una malattia autoimmune che si caratterizza per una forte associazione con gli estrogeni. 
Indolo-3-carbinolo può alterare il metabolismo degli estrogeni, che nelle donne affette da LES è orientato verso la sintesi di 16α-idrossiestrone, favorendo la sintesi di metaboliti dotati di minore attività estrogenica. 
In uno studio sperimentale con topi allevati al fine di sviluppare il lupus, un gruppo di animali è stato alimentato con dieta arricchita di indolo-3-carbinolo, mentre un gruppo di controllo è stato nutrito con una dieta standard per topi. In base a questo studio gli animali del gruppo alimentati con la dieta arricchita da I3C sono vissuti più a lungo e hanno avuto un minor numero di segni di malattia.

In un altro studio su topi geneticamente inclini a sviluppare lupus, alimentati con dieta arricchita da indolo-3-carbinolo, è stato messo in evidenza come il meccanismo che ne determina il miglioramento della malattia sia dovuto a blocchi sequenziali nello sviluppo delle linfociti B e T di questi topi. 
Gli arresti di maturazione portano infatti ad un calo della produzione di autoanticorpi, la qual cosa si ritiene sia una componente fondamentale per lo sviluppo di lupus. Inoltre, l'integrazione dietetica con I3C in questi topi geneticamente inclini al LES ha portato ad una normalizzazione della funzione dei loro linfociti T.

Le donne con lupus possono manifestare una risposta metabolica all'assunzione di indolo-3-carbinolo e potrebbero anche beneficiare dei suoi effetti antiestrogenici. Attualmente sono in corso diversi studi clinici per determinare l'efficacia di un eventuale trattamento con indolo-3-carbinolo in soggetti umani affetti da lupus.

### Anti Covid-19
Nella primavera del 2021 ricercatori dell'Università di Tor Vergata avevano ipotizzato che l'indolo-3-carbinolo potesse bloccare la replicazione e la diffusione del virus all'interno del corpo umano.